# Марна – Рейн (канал)
Ма́рна-Рейн (фр. Canal de la Marne au Rhin) — судноплавний канал у Франції. Канал Марна-Рейн з'єднує річки Марна і Рейн, від Вітрі-ле-Франсуа до Страсбурга.

## Історія та економічне значення
За необхідності з'єднати басейни Сени і Рейна 1780 року Людовіком XVI було доручено спроектувати канал, який буде задовольняти цю вимогу. Проте сам проект був розроблений тільки в 1826 році інженером-будівельником мостів і доріг Барнабо Бріссона (фр. Barnabé Brisson). Будівництво під управлінням інженера Шарля-Етьєна Колліньон (фр. Charles-Étienne Collignon) було розпочато в 1838 році, і закінчилося тільки в 1853 році. Першою метою будівництва каналу було з'єднати Париж з Ельзасом і Рейном на півночі Франції і Німеччиною, а в поєднанні з іншими каналами Марни, Марна-Рейн дозволяє здійснювати перевезення між Парижем і східною Францією.
Канал активно використовувався для транспортування вантажів (будівельний камінь, залізна руда, вугілля, сталь.
Марна-Рейн сполучений з багатьма судноплавними водними шляхами Франції: Марна у Вітрі-ле-Франсуа, Маас в Коммерс, Мозель в Тулі, Східний канал (фр. Canal de l'Est), Саар через Саарський канал, Іль і Рейн у Страсбурзі.
У 1969 році був побудований похилий поперечний суднопідіймач Сен-Луї - Арзвіллер  біля селищ Арзвіллер і Сен-Луї  в департаменті Мозель. Побудований суднопідіймач замінив 17 судноплавних шлюзів.

## Параметри і особливості

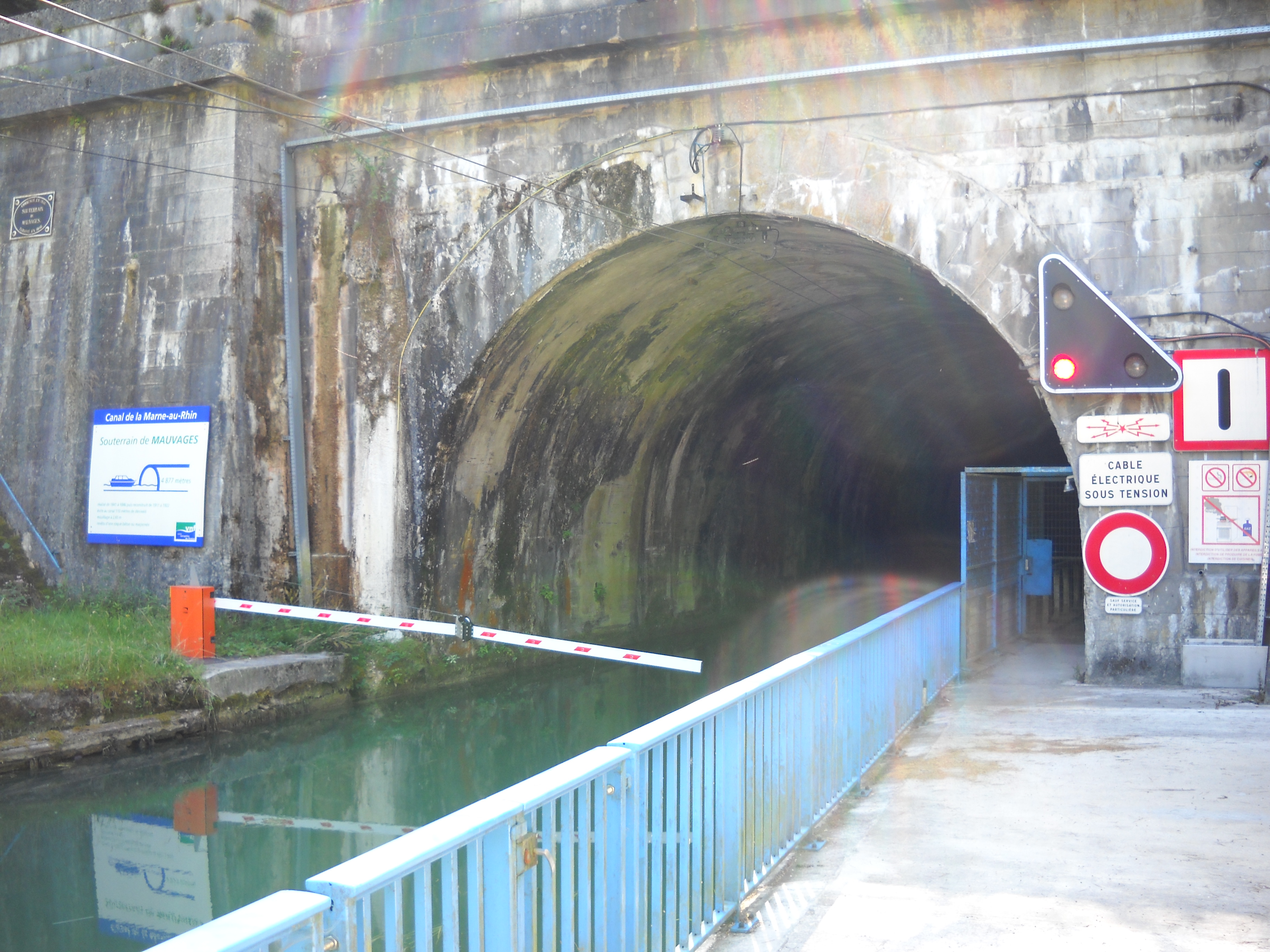
Вхід в тунель Mauvages, 2009 рік

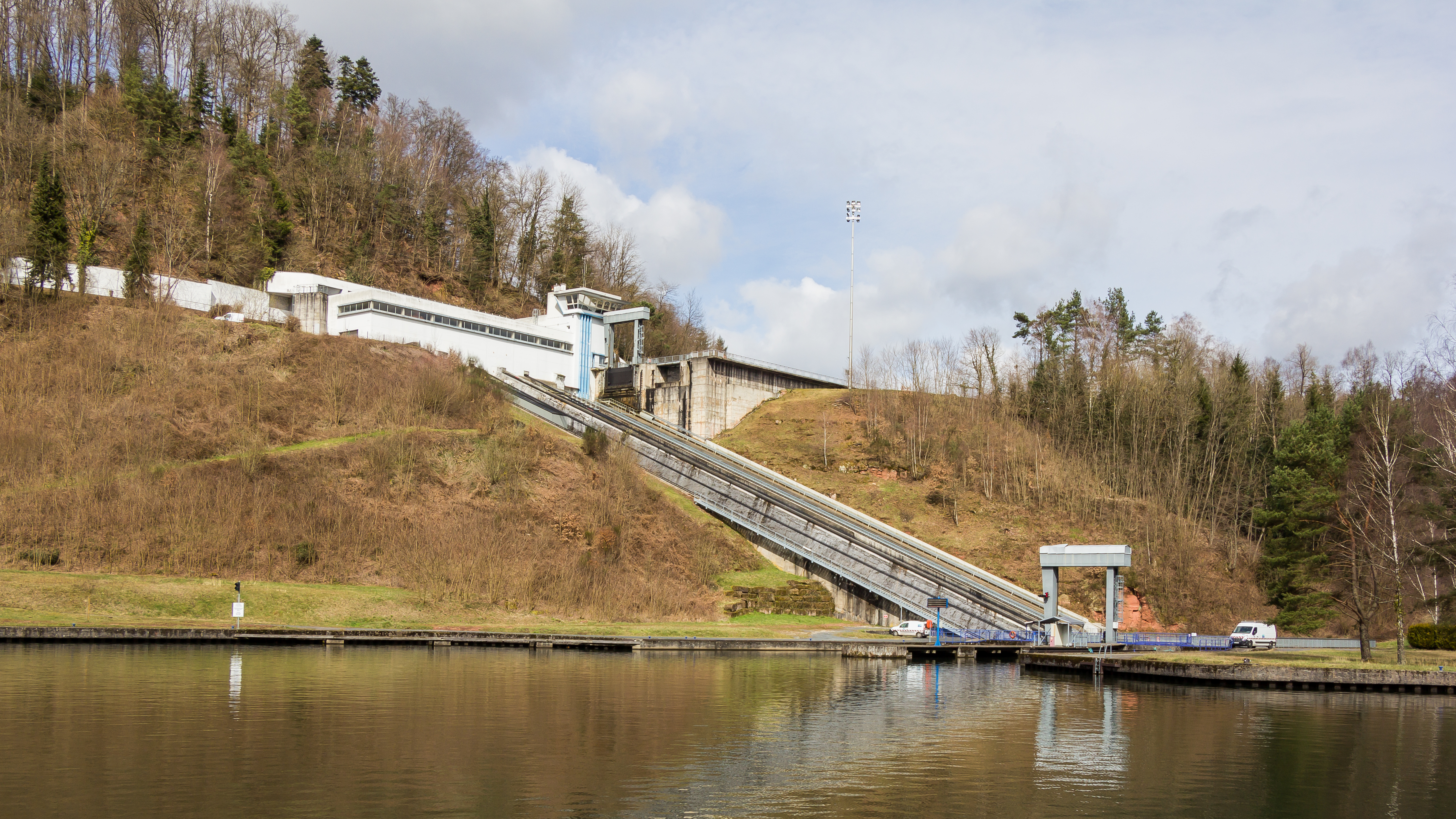
суднопідіймач Сен-Луї — Арзвіллер, 2003 рік

Канал Марна-Рейн має довжину 313 кілометрів і призначений для малих суден, чиї максимальні параметри в довжину — 38,5 м, в ширину — 5,0 м, осадка — 2,2 м, а висота над рівнем води — 3,5 м.
Канал має 154 судноплавних шлюз, два з яких розташовані на Мозелі (спочатку канал мав 178 шлюзів і 3 тунелі. Основні точки і порти, через які проходить канал Марна-Рейн:
- місто Вітрі-ле-Франсуа департаменту Марна;
- місто Бар-ле-Дюк департаменту Мез;
- тунель Mauvages (фр. Tunnel de Mauvages), побудований з 1841 року по 1846 рік, має довжину 4877 метрів (діаметр — 5,3 м), і оснащений електричним буксиром (буксирування відбувається 4 рази на день, по 2 рази в кожному напрямку);
- тунель Foug — 867 метрів (всього між двома тунелями 12 шлюзів);
- міста Туль, Ліверден (фр. Liverdun), Фруар, Шампіньєль, Максевіль, Нансі, Жарвіль-ла-Мальгранж, Ланевіль-Деван-Нансі, Ар-сюр-Мерт, Варанжевіль, Домбаль-сюр-Мерт, Соммервіллер, Мекс, Енвіль-о-Жар, Бозмон, Енаменіль, Парруа, Муакур і Ксюр департаменту Мерт і Мозель;
- міста Мус' (фр. Moussey), шато Решікурт (фр. Réchicourt-le-Château), Гондрексанже (фр. Gondrexange),  Гессе (фр. Hesse),  Нідервіллер (фр. Niderviller), Арзвіллер (фр. Arzviller) і Лютцельбург (фр. Lutzelbourg) департаменту Мозель;
- між Арзвіллером і Лютцельбургом знаходиться тунель d'Arzwiller (фр. tunnel d'Arzwiller), довжиною 2690 метрів, і суднопідіймач Сен-Луї — Арзвіллер.
- міста Саверн (фр. Saverne) і Страсбург департаменту Нижній Рейн.